# Geoff Castle
Geoffrey Charles „Geoff“ Castle (* 8. Juni 1949 in London; † 15. Januar 2020) war ein britischer Pianist, Synthesizer-Spieler und Komponist des Fusionjazz.

## Leben und Wirken
Castle erlernte ab dem axchten Lebensjahr Klavier. 1967 wurde er Mitglied des National Youth Jazz Orchestra, mit dem er Konzerte in Großbritannien, Frankreich und Bulgarien spielte. 1970 wechselte er ins Septett von Graham Collier, mit dem er 1971 auf dem Montreux Jazz Festival auftrat. 1974 wurde er Mitglied von Nucleus, wo er innerhalb der nächsten acht Jahre auch Kompositionen wie Rachel's Tune oder Solar Wind beitrug. Daneben war er auch an Einspielungen von Neil Ardley und von Ian Dury beteiligt. 1981 komponierte er eine Suite Impressions of New York für die Camden Jazz Week, die Ian Carr zufolge als seine „wichtigste Komposition“ betrachtet werden kann. 
1983 und 1984 tourte er mit Brian Smith in Neuseeland und verfasste die Musik für den Film Should I Be Good?; anschließend war er auch für das britische Fernsehen tätig. In den 1990er Jahren arbeitete er für Julian Bahula und die Latin-Fusion-Band Paz, gründete aber auch ein mittelformatiges Ensemble, mit dem er das Album Expanded auf seinem Label Turret Records vorlegte. Weiterhin fungierte er als Begleiter von George Coleman, Jimmy Giuffre, James Moody, Beaver Morrison sowie Art Farmer und spielte im Stan Robinson Quartet. Zuletzt trat er mit seinem Trio und mit der Band Carmina auf.
Castle hat außerdem an der Guildhall School of Music unterrichtet.

## Lexikalischer Eintrag
- Ian Carr, Digby Fairweather, Brian Priestley: Rough Guide Jazz. Der ultimative Führer zur Jazzmusik. 1700 Künstler und Bands von den Anfängen bis heute. Metzler, Stuttgart/Weimar 1999, ISBN 3-476-01584-X.